# Guilherme I da Escócia
Guilherme I (Huntingdon, c. 1143 – Stirling, 4 de dezembro de 1214), também chamado de Guilherme, o Leão, foi o Rei da Escócia de 1165 até sua morte. Era filho de Henrique da Escócia e neto de David I, sucedendo seu irmão Malcolm IV. Seu reinado foi o segundo maior da história escocesa, atrás apenas de Jaime VI.
Viveu na corte de Henrique II de Inglaterra, a quem combateu; fez por isso em 1168 o primeiro Tratado de aliança com a França de Luís VII para auxiliar os filhos do rei inglês contra seu pai, em 1173: foi o início do que se conheceu como a Auld Alliance ou Velha Aliança. 
O jovem Henrique lhe prometia o condado de Northumberland, que Henrique II nunca lhe havia reconhecido.  Malcolm tinha feito paz com Henrique I da Inglaterra mas Guilherme chefiou um exercito pela Northumberland adentro para tomar o castelo de Alnwick. Enquanto tentava capturar dos ingleses a Northumbria, foi derrotado e capturado, privado do condado, guardado preso na Normandia. O preço de sua liberdade foi seu reino.
Solto depois de ter aceitado Henrique II como suserano da Escócia, prestou homenagem a Henrique II pela Escócia e outras terras, declarando assim seu país uma espécie de satélite da Inglaterra.
Pelo Tratado de Falaise de 1174, como garantia do pagamento do seu resgate, cedeu aos ingleses cinco fortalezas, inclusive Jedburgh.  Henrique morreu  15 anos mais tarde e seu filho Ricardo da Inglaterra, chamado Coeur-de-Lion, subiu ao trono. Ora, sua ambição era partir em cruzada. Para isso era preciso dinheiro - Guilherme pode assim comprar de volta sua soberania, oferecendo 100 mil marcos para a IIIª cruzada de Ricardo em 1189, e obtendo o abandono da suserania. O tratado de Falaise foi revogado por Ricardo com o Quitclaim de Canterbury em troca do dinheiro. O  título de Huntingdon retornou outra vez aos  St. Liz, desta vez para Simão III. Quando em 1184 este morreu, foi para  David da Escócia, irmão mais  novo do rei Guilherme I da Escócia. 
Guilherme foi um rei, assim, que consolidou a Escócia com seus esforços para defender sua integridade contra a ameaça dos reis angevinos ingleses da dinastia Plantageneta.

## Casamentos
Em 5 de setembro de 1186 no palácio de Woodstock em Oxfordshire casou-se com Ermengarda de Beaumont, nascida em 1166 e morta em 11 de dezembro de 1223, sendo sepultada na abadia de Balermino, que fundou em Fife. Filha de Roscelin du Maine, chamado ainda Raul ou Ricardo, Visconde de Beaumont e de sua esposa Constança da Inglerra, a filha bastarda de Henrique I de Inglaterra, descendia portanto de  Roger de Beaumont, sendo parentes do Duques da Normandia e prima do marido. Tiveram quatro filhos. 
Seu nome é ainda associado a uma fulana de Hythus e a Isabel Avenal.

## Posteridade
Como teve apenas um filho varão, Guilherme pagou dote de 15 mil marcos para assegurar o casamento de suas duas filhas com os filhos do rei inglês João Sem Terra, mas o arranjo foi rompido pelo rei inglês.
- 1 - Margarida le scot (circa 1193 - 4 de dezembro de 1259). Enviada a Inglaterra depois do Tratado de 1209, ficou detida com a irmã no castelo de Corfe. Em 1221 casou com Huberto, ou Herberto, de Burgh (Norfolk,  1173-1243 Banstead, Surrey), senescal do Poitou em 1213, conde ou Earl of Kent (em 1227), filho de  Guilherme de Burgh FitzAldhelm e de Alice. Teve o cargo de chief justiciar sob João II de Inglaterra, de quem foi em 1201 camareiro, e sob Henrique III, do qual proclamou a maioridade em 1227.  Caiu depois em desgraça (1229/1231), foi preso e perdoado em 1234, quando recupou terras e condado.
- 2 - Isabel (nascida ca. 1205), que em 1225 casou com Rogerio ou Roberto Le Bigod (morto em 1270) conde ou Earl of Norfolk.
- 3 - Marion ou Marjorie le Scot (ca. 1215-1244). Casou em Berwick-on-Tweed em 1º de agosto de 1235 com Gilberto Marshal, Le Maréchal (1195-27 de junho de 1241), conde ou Earl of Pembroke, filho de  Sir Guilherme Marshal, Conde ou Earl of Pembroke, e Isabel de Clare of Strigoil, condessa de Pembroke. Consta que Henrique III de Inglaterra pensou nela como noiva.
- 4 - Alexandre II (Haddington, 24 de agosto de 1198-6 ou 8 de julho de 1249, de repente, na ilha de Kerrara, sepultado na abadia de Melrose, em Roxburgshire). Coroado em 1214 na abadia de Scone, na sucessão do pai.

De Isabel Avenal nasceram, bastardas:
- A -  Isabel de Dunkeld ou da Escócia (ca. 1165) que em 1183 casou com Roberto de Brus IV (morto em 1191) senhor ou Lord Annandale. Casou depois com o templário Sir Robert Furfan de Ros II , que seria bisavó de Sir William de Ros, 1º barão de Ros by Writ, e por tal laçi (bastante débil) iria disputar, como um dos 12 competidores, o trono escocês, quando morreu Margarida, a Donzela da Noruega;
- B - Aufrica da Escócia, casada com William de Say of Kimbolton;
- C - Roberto, cedo morto;
- D - Henrique, idem;
- E - Ada, casada com Patrick, conde ou earl of Dunbar.

De Fulana de Hythus nasceu em 1169 sua filha bastarda Margarida FitzWilliam, casada com Eustace, Lord Vesci.